# Beskid Nadpopradzki

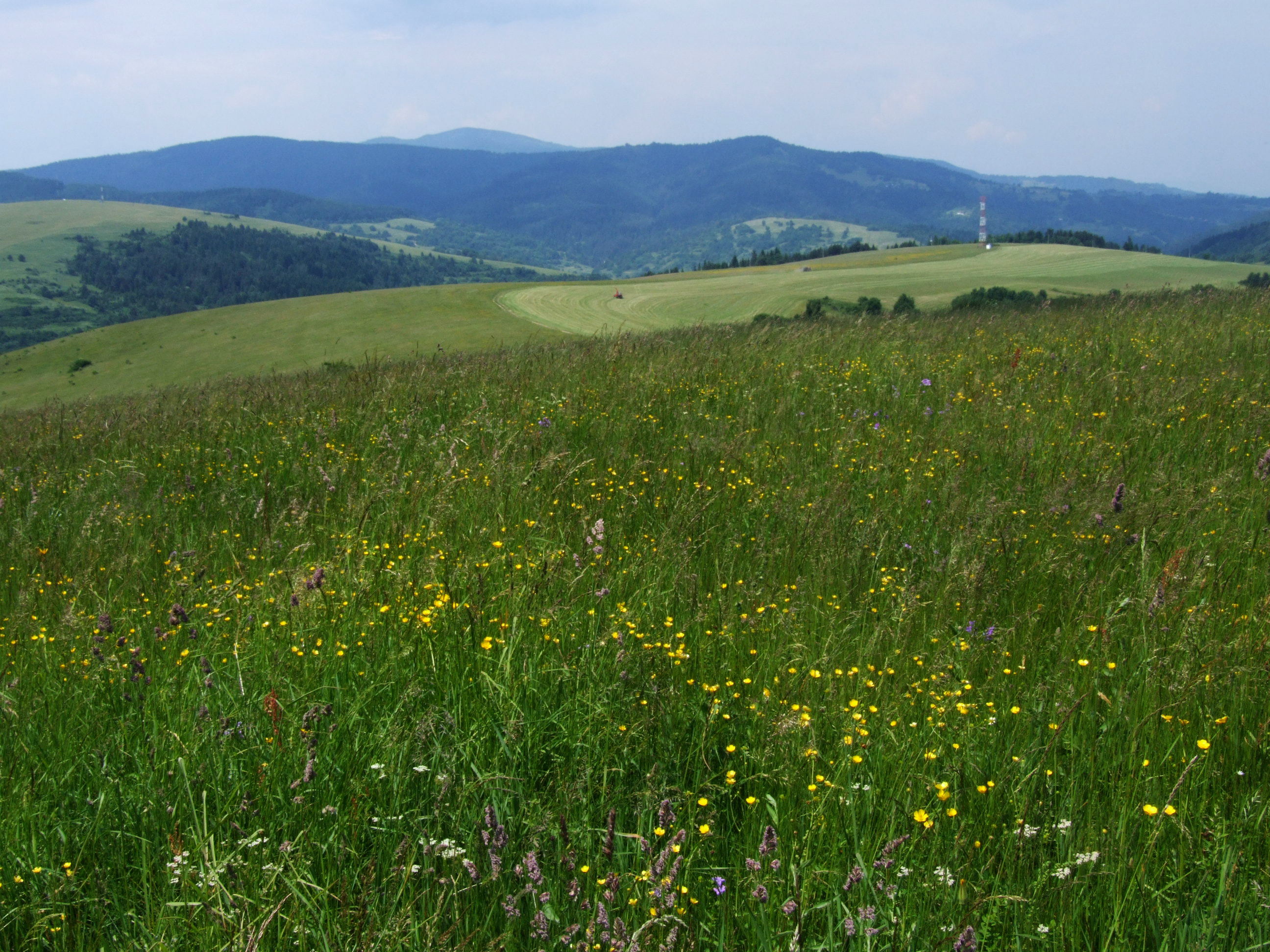
Eliaszówka w Górach Lubowelskich

Beskid Nadpopradzki – nieużywana nazwa pasm górskich rozciągających się na osi Popradu.
Nazwa używana była w geografii polskiej do około 1918, czyli do momentu wytyczenia granic II Rzeczypospolitej i Czechosłowacji. Pasma nadpopradzkie znalazły się wtedy w dwóch różnych państwach (wcześniej były to terytorialnie jedne Austro-Węgry). Po stronie polskiej weszła wówczas do użycia nazwa Beskid Sądecki, a po słowackiej – Góry Lubowelskie (Ľubovnianska vrchovina). Nazewnictwo jest o tyle niejasne, że część Gór Lubowelskich, np. częściowo Eliaszówka, znajduje się po stronie polskiej.